# Tibiri (Dosso)
Tibiri (auch: Tbiri, Tchibiri) ist eine Landgemeinde und der Hauptort des gleichnamigen Departements Tibiri in Niger.

## Geographie
Tibiri liegt in der Sudanregion und grenzt im Osten an den Nachbarstaat Nigeria. Die Nachbargemeinden in Niger sind Koré Maïroua im Norden, Douméga im Südosten, Guéchémé im Südwesten und Tombokoirey II im Westen.
Die Gemeinde Tibiri besteht aus einem urbanen und einem ländlichen Gemeindegebiet. Das urbane Gemeindegebiet ist in fünf Stadtviertel gegliedert. Diese heißen Tibiri, Chari, Garin Mallam, Matankari und Oubandawaki. Bei den Siedlungen im ländlichen Gemeindegebiet handelt es sich um 87 Dörfer, 77 Weiler und 6 Lager.
Durch das Gemeindegebiet verläuft in Nord-Süd-Richtung das große, periodisch wasserführende Trockental Dallol Maouri.

## Geschichte
Tibiri wurde von Samna Karhé gegründet, der dort von 1849 bis 1872 regierte. Der um 1817 geborene Samna Karhé stammte aus den Herrscherfamilien der Dörfer Lougou und Bagaji, das später zur Gemeinde Matankari gehörte. Tibiri bildete eine Provinz von Aréoua, des Reichs der Maouri, einer Untergruppe der Hausa. Alissina, der von 1849 bis 1861 regierende und in Matankari residierende Herrscher von Aréoua, ging auf Raubzüge nach Tibiri. Tibiri rief das Nachbarreich Kebbi zur Hilfe und Alissina wurde in der Schlacht gemeinsam von Tibiri und Kebbi besiegt und getötet.
Anfang des 20. Jahrhunderts kam Tibiri unter französische Herrschaft. Die 240 Kilometer lange Piste zwischen Dogondoutchi und Gaya, die durch Tibiri führte, galt in den 1920er Jahren als einer der Hauptverkehrswege in der damaligen Kolonie Niger. Sie war in der Trockenzeit mit Automobilen befahrbar. Die Franzosen richteten einen Kanton in Tibiri ein, dem 1935 der aufgelöste Kanton Douméga angeschlossen wurde. Als elfter traditioneller Herrscher (chef traditionnel) in der Linie des Gründers Samna Karhé wurde Marafa Kiassa 1980 Ortschef von Tibiri. Die Landgemeinde Tibiri ging 2002 im Zuge einer landesweiten Verwaltungsreform aus dem Kanton Tibiri hervor, dessen Territorium auf die Landgemeinden Tibiri, Douméga und Koré Maïroua aufgeteilt wurde. Seit 2011 gehören diese Landgemeinden nicht mehr zum Departement Dogondoutchi, sondern zum neugeschaffenen Departement Tibiri.

## Bevölkerung
Bei der Volkszählung 2012 hatte die Landgemeinde 77.558 Einwohner, die in 10.388 Haushalten lebten. Bei der Volkszählung 2001 betrug die Einwohnerzahl 54.582 in 6914 Haushalten.
Das urbane Gemeindegebiet hatte bei der Volkszählung 2012 6430 Einwohner in 966 Haushalten, bei der Volkszählung 2001 6251 in 788 Haushalten und bei der Volkszählung 1988 2785 in 404 Haushalten.
In ethnischer Hinsicht ist die Gemeinde ein Siedlungsgebiet von Arawa, Goubawa, Fulbe und Gobirawa.

## Politik
Der Gemeinderat (conseil municipal) hat 20 gewählte Mitglieder. Mit den Kommunalwahlen 2020 sind die Sitze im Gemeinderat wie folgt verteilt: 6 MNSD-Nassara, 5 PNDS-Tarayya, 4 CDS-Rahama, 2 MPN-Kiishin Kassa, 2 MPR-Jamhuriya und 1 CRPD-SULHU.
Jeweils ein traditioneller Ortsvorsteher (chef traditionnel) steht an der Spitze von 57 Dörfern im ländlichen Gemeindegebiet.

## Kultur und Sehenswürdigkeiten
In der Mitte des urbanen Gemeindegebiets steht eine in traditioneller Lehmbauweise erbaute Moschee. Die Gesamtanlage ist etwa 20 Quadratmeter groß. Das Betraumgebäude weist einen quadratischen Grundriss und einen schmucklosen quaderförmigen Mihrāb-Vorbau auf. An den ungegliederten Außenwänden finden sich unregelmäßige Ritzmuster. Der ungegliederte Innenraum verfügt über eine stützenlose Dachkonstruktion. In der Nähe der Moschee befindet sich eine artesische Schwefelquelle.

## Wirtschaft und Infrastruktur
Die Gemeinde liegt in jener schmalen Zone entlang der Grenze zu Nigeria, die von Tounouga im Westen bis Malawa im Osten reicht und in der Bewässerungsfeldwirtschaft für Cash Crops betrieben wird. Das staatliche Versorgungszentrum für landwirtschaftliche Betriebsmittel und Materialien (CAIMA) unterhält eine Verkaufsstelle im Zentrum. Die Niederschlagsmessstation von Tibiri liegt auf 220 m Höhe und wurde 1959 in Betrieb genommen.
Im Stadtzentrum ist ein Gesundheitszentrum des Typs Centre de Santé Intégré (CSI) vorhanden. Der CEG FA Tibiri ist eine allgemein bildende Schulen der Sekundarstufe des Typs Collège d’Enseignement Général Franco-Arabe (CEG FA), der einen Schwerpunkt auf die arabische zusätzlich zur französischen Sprache aufweist. Beim Collège d’Enseignement Technique de Tibiri (CET Tibiri) handelt es sich um eine technische Fachschule. Das Berufsausbildungszentrum Centre de Formation aux Métiers de Tibiri (CFM Tibiri) bietet Lehrgänge in Schweißen und Schneidern an.
Durch die Gemeinde führt die Nationalstraße 3 zwischen Bolbol Goumandey und Koré Maïroua. Von der Nationalstraße 3 zweigen im Hauptort die Route 328 nach Nassarawa und in Koré Béchimi die Route 339 nach Birni Falla ab. Der Grenzort Toumbo Bouya ist über die Landstraße RR3-009 mit Koré Maïroua verbunden.

## Persönlichkeiten
- Samna Maïzoumbou (1898–1965), Politiker
- Mallam Oubandawaki (1945–2004), Offizier und Politiker
- Amadou Ousmane (1948–2018), Journalist und Schriftsteller